# Capillaria hepatica
Capillaria hepatica je parazitická hlístice jater hlodavců. Vzácně se vyskytuje i u jiných savců a byla popsána i u člověka.

## Synonyma
Calodium hepaticum auct.

## Životní cyklus
Dospělí nematodi jsou asi 20 mm dlouzí tencí červi a žijí v jaterním parenchymu. Samička klade vajíčka, která jsou deponována rovněž v jaterní tkáni, kde jsou časem, jako cizorodý materiál, obklopena vazivovým pouzdrem.
K dalšímu vývoji je nutná smrt hostitele – a pozření jeho jater predátorem nebo mrchožroutem. Vývoj embrya ve vajíčku totiž v naprosté většině případů nezačne, neprojdou-li vajíčka trávicím traktem masožravce. "Aktivovaná" vajíčka jsou s výkaly vyloučeny zpět do vnějšího prostředí, kde v půdě dokončí svůj vývoj a stanou se infekčními.
Definitivní hostitel se nakazí požitím těchto infekčních vajíček nebo paratenického hostitele, kterým jsou žížaly. Ve střevě se z vajíčka uvolní larva L1, která migruje do jater, kde se svléká a asi za tři týdny dospívá.
Nejdůležitějším hostitelem kapilárie jsou hlodavci, hlavně potkan, u kterého se prevalence pohybuje mezi 9-94% a dále další druhy rodu Rattus. V zoologických zahradách se vyskytuje též u psounů a dalších hlodavců. Vzácně se popisuje u hmyzožravců, šelem, sudokopytníků a je známo něco přes 30 případů nákazy člověka